# 児玉竜也
児玉 竜也（こだま たつや、1967年 - ）は、日本の工学者。新潟大学工学部化学システム工学科教授。東京工業大学博士（理学）。高温太陽集熱による水熱分解ソーラー水素製造システムの開発・研究者。

## 経歴
1990年、東京工業大学理学部化学科卒業。1992年、東京工業大学大学院理工学研究科博士前期課程修了（化学専攻）。1994年、東京工業大学大学院理工学研究科博士後期課程修了（化学専攻）。「New ferrite formation reaction in strongly alkaline solution of iron(Ⅲ) tartrate」で博士（理学）。1995年、新潟大学助手。1997年、新潟大学助教授。2003年、新潟大学教授。2019年3月1日、新潟大学とドイツ航空宇宙センターが科学協力の覚書を締結。

## 書籍

### 共著
- 『再生可能エネルギーによる水素製造』S&T出版 ISBN 978-4-907002-58-9（2016年9月21日）
- 『水素利用技術集成VOl.4』エヌ・ティー・エス ISBN 978-4-86469-082-9（2014年4月）
- 『太陽熱発電・燃料化技術―太陽熱から電力・燃料をつくる 』コロナ社 ISBN 978-4339068306（2012年7月31日）

## 学会
- 日本エネルギー学会理事[9]・新エネルギー・水素部会（2007年06月～）[10]
- 日本化学会
- 触媒学会
- 生態工学会
- アメリカ機械学会（2007年01月～）

## 特許
- 改質・分解反応器（特許願 2000-87685）
- 水の分解による水素製造方法とそれに使用する反応媒体（特願2003-60101）

## 受賞
- 1996年、第70春季年会講演奨励賞。
- 2002年、財団手島工業教育資金団工業技術研究賞。

### 動画
- 児玉竜也教授 - YouTube